# Tiszaszentmárton–szalókai vasúti Tisza-híd
A Tiszaszentmárton–szalókai vasúti Tisza-híd (más nevein: eperjeskei, eszenyi, vagy bátyúi vasúti híd) egy kétnyomtávú vasúti híd a Tiszán a magyar oldalon fekvő Tiszaszentmárton és az ukrán oldalon fekvő Szalóka (Solovka, ukránul Соловка) között, amely kizárólag teherforgalmat szolgál.

## Fekvése
A híd a magyar oldalon a Szabolcs-Szatmár-Bereg vármegyében fekvő Tiszaszentmárton településtől kb. 1,5 kilométerre délkeleti irányban található, Eperjeskétől északkeleti irányban mintegy 4 kilométerre. Az ukrán oldalon a Kárpátalja területén fekvő Ungvári járáshoz tartozik, Szalókától 1 kilométerre nyugatra, Eszenytől 2,5 kilométerre délnyugatra. A legközelebbi magyar vasútállomás Eperjeske alsó megállóhely, illetve Eperjeske-rendező. Az ukrán oldalon Bátyútól ágazik ki a vonal, amely a magyar oldalon Tuzsér és Tiszabezdéd között csatlakozik a 100-as vasútvonalhoz. A kárpátaljai oldalon Szalókánál vasútállomás található, amely azonban személyforgalmat nem szolgál.

## Története
A híd gondolata az 1950-es évek végén merült fel, az élénkülő magyar-szovjet gazdasági kapcsolatok okán. Ez volt a Szovjetunióval létesített második vasúti kapcsolatunk a záhonyi vasúti Tisza-híd után (és azóta sem lett újabb), de ez kizárólag teherforgalomra lett tervezve, személyforgalmi célok nem merültek fel a létesítés során. A híd létrejöttét is elsősorban ennek köszönheti, a megnövekedő és felfutó magyar-szovjet kereskedelmi kapcsolatok a Záhonyi Átrakó Körzet fejlesztését, zavarmentességét tették szükségessé, amelynek már nem felelt meg a szűkös záhonyi híd. Egyébként is a 60-as évektől kezdve a kapkodva kiépített záhonyi oldal helyett a MÁV egyre inkább a súlypontot keletebbre kívánta tolni, elsősorban Eperjeske felé, ott létesítve a legkorszerűbb automatizált, nagykapacitású átrakó berendezéseket. A híd helyét egy közös bizottság jelölte ki 1962. május 21-én. Ezt követően egy szovjet tervezővállalat elkészítette a híd kiviteli terveit, amelyet magyar oldalról a Közlekedés- és Postaügyi Minisztérium, míg szovjet oldalról a Közlekedési Minisztérium hagyott jóvá. A híd építését egy szovjet vállalat végezte, igen gyorsan, 1963 januárjában kezdődtek meg a kivitelezési munkálatok és pontosan egy évre rá be is fejeződtek, 1964. január 18-án átadták a forgalomnak az új átkelőt. Az építkezésben a magyar fél nem vett részt. A híd építése és későbbi üzemeltetése félig-meddig titkosan történt, sokáig a nagyközönség egyáltalán nem tudhatott róla és a rendszerváltásig a polgári térképeken nem is jelölték.

## Jellemzése
A hídszerkezet acélból készült, rácsos szerkezetű, három pilléren nyugszik és 251,6 méter hosszú. A mederhíd kialakítása háromtámaszú, folytatólagos, alsópályás rácsos főtartó, alsó-felső szélrács merevítéssel, gerinclemezes kereszt- és hossztartókkal, feszített és nagyszilárdságú csavarkapcsolatokkal. A főtartó jellemző magassága 15 méter. A folyó közepén van egy mesterséges sziget, arra épült fel a középső pillér. Az államhatár pont itt húzódik a két ország között. A folyással egy irányban, észak felé jelentős a hordaléktorlódás.
A két ártéri hídnyílás szovjet típustervek alapján előregyártott bordás vasbeton lemez. Az ártéri nyílások hídfői vasbeton cölöprácson nyugvó betonfalazatok vasbeton köpennyel.
A hídon fonódott vágányok találhatóak, a normál nyomtávolságú 1435 mm-es, magyar mozdonyok és kocsik által járható és az egykori Orosz Birodalomban, majd később a SZU által is használt 1520 mm-es nyomtávolság is. Kiépítéskor a széles nyomtáv még 1524 mm-es volt, azt csak valamikor 1970–1990 között építették át 1520 mm-esre, amikor az egész Szovjetunió területén áttértek erre. A fonódó vágányok által  tengelyátszerelés nélkül közlekedhetnek a határforgalomban a magyar és ukrán szerelvények, mivel mindkét oldalon rendelkezésre áll a továbbiakban is a kettős nyomtáv.

## Napjainkban
Az ukrán oldalon a híd a nyilvántartások szerint a munkácsi pályaszakasz állományában szerepel. Egy 2002-es megállapodás értelmében a MÁV és az Ukrán vasutak 50-50%-ban állja a felújítások és karbantartások költségeit, amelyet teljes mértékben az ukrán fél végez.
A vasúti híd megépítése óta viseli a fő terhet a SZU-ból, majd Ukrajna felől érkező teherforgalom elvezetésére, rendszeresen a hosszú tehervonatok haladtak/haladnak át rajta. A legnagyobb forgalmat kb. 1970–1990 között bonyolította, majd a forgalom jelentősen visszaesett, először a rendszerváltozást követően 1991-től, majd a 2010-es évek második felétől – főleg Tiszacsernyő szisztematikus fejlesztése miatt – az ukránok is egyre inkább Szlovákia felé küldik az Európa nyugatabbi térségei felé haladó tehervonatokat. A hídon 2021 augusztusában állagmegóvó karbantartásokat végeztek (homokfúvás). A hídon futó vágányok villamosítatlanok, a tehervonatok dízelvontatással közlekednek, jellemző a MÁV 628-as sorozat (egykoron: MÁV M62, Szergej) mozdonyok bevetése. Személyforgalom a hídon soha nem volt és jelenleg sincs, az kizárólag teherforgalmat szolgál.

## Galéria

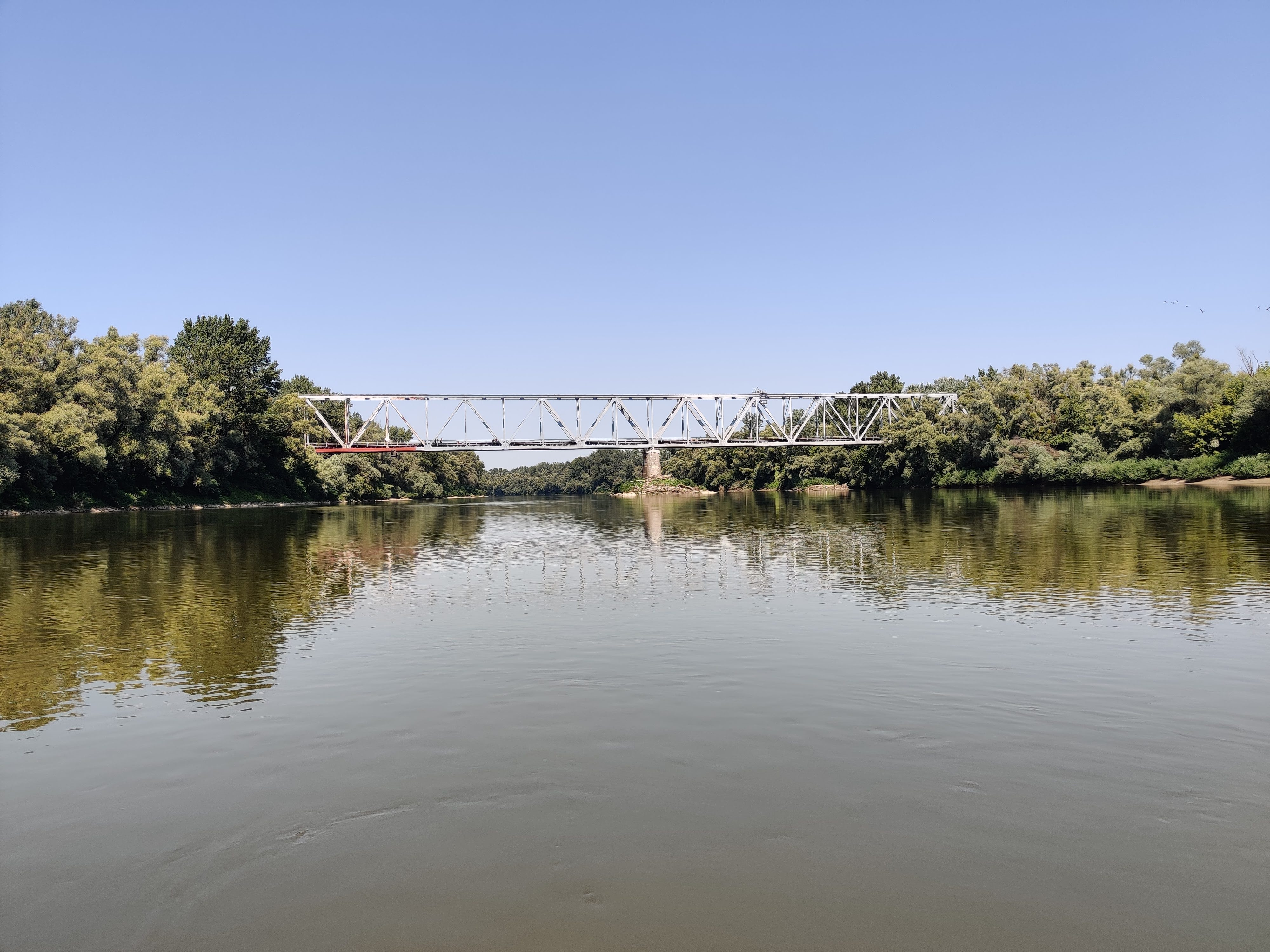
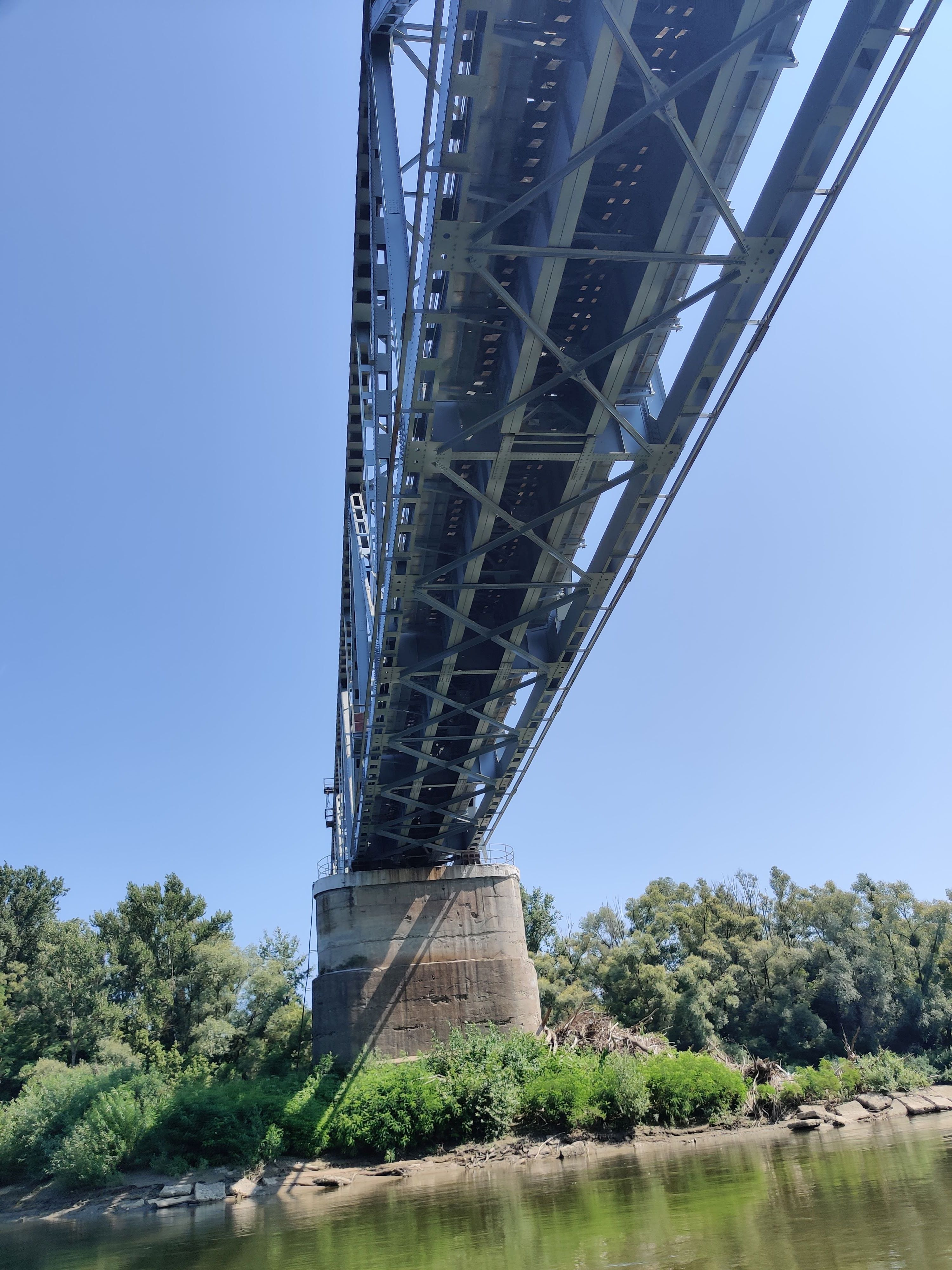
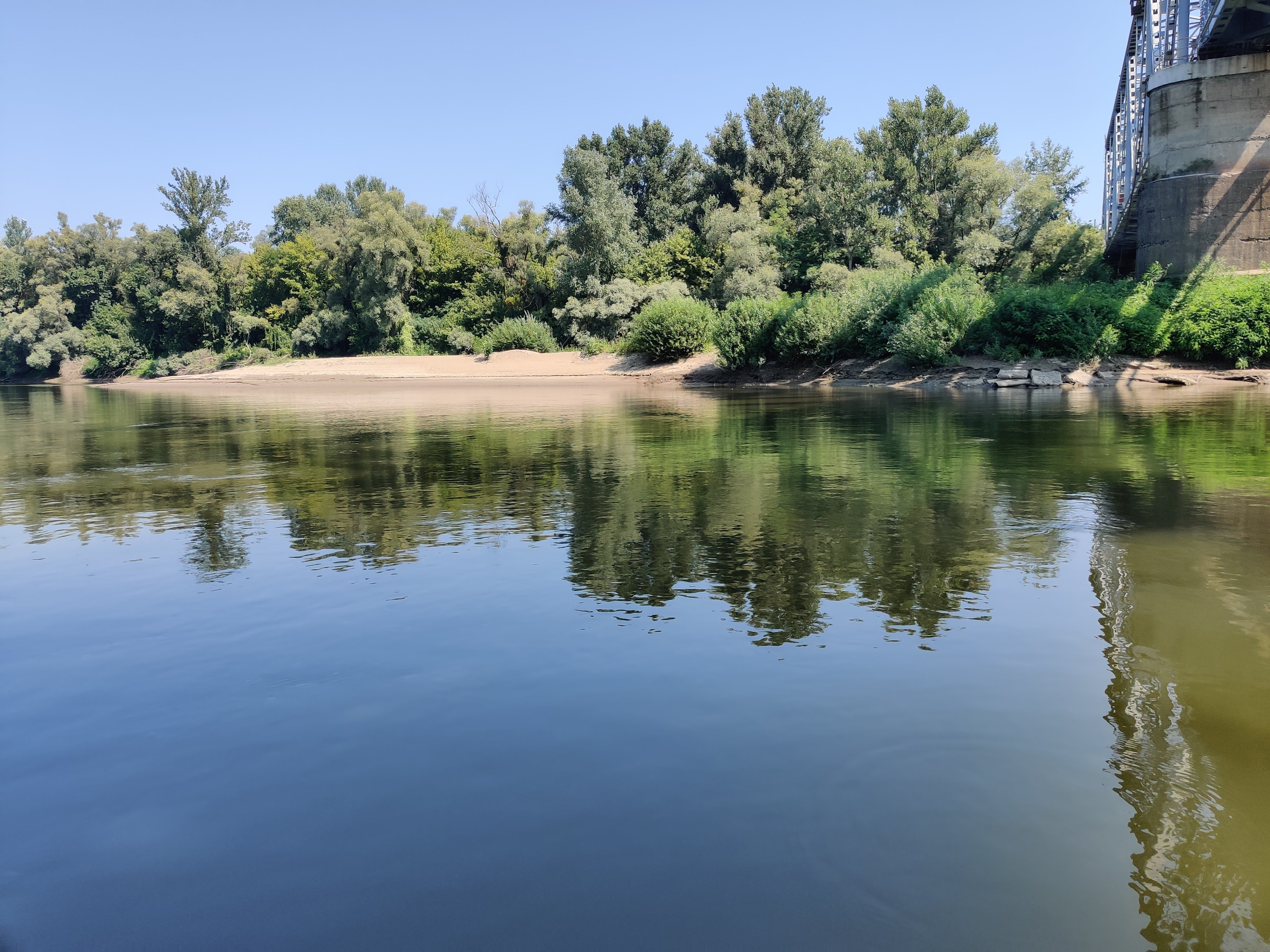

## Videók
- 2M62 a Tiszahídon, YouTube.com, 2008. december 30